# Hydrangea kwangtungensis
Hydrangea kwangtungensis là một loài thực vật có hoa trong họ Tú cầu. Loài này được Merr. mô tả khoa học đầu tiên năm 1927.